# Jabal An-Nabi Shu'Ayb
Jabal An-Nabi Shu'Ayb, även kallat Jabal Hadhur, är ett berg i distriktet Bani Matar i Sanaa-guvernementet i Jemen. Berget mäter 3 666 meter och är därmed både landets och Arabiska halvöns högsta.

## Namnet
Berget har fått sitt namn efter profeten Shuʿayb ibn Mahdam ibn Dhī-Mahdam al-Ḥaḍūrī. Lokalbefolkningen tror att just hans grav finns på toppen av berget. Berget kallas dock också för Jabal Hadhur, eftersom det ligger i regionen Mikhlaf Hadhur.

## Beskrivning och topografi

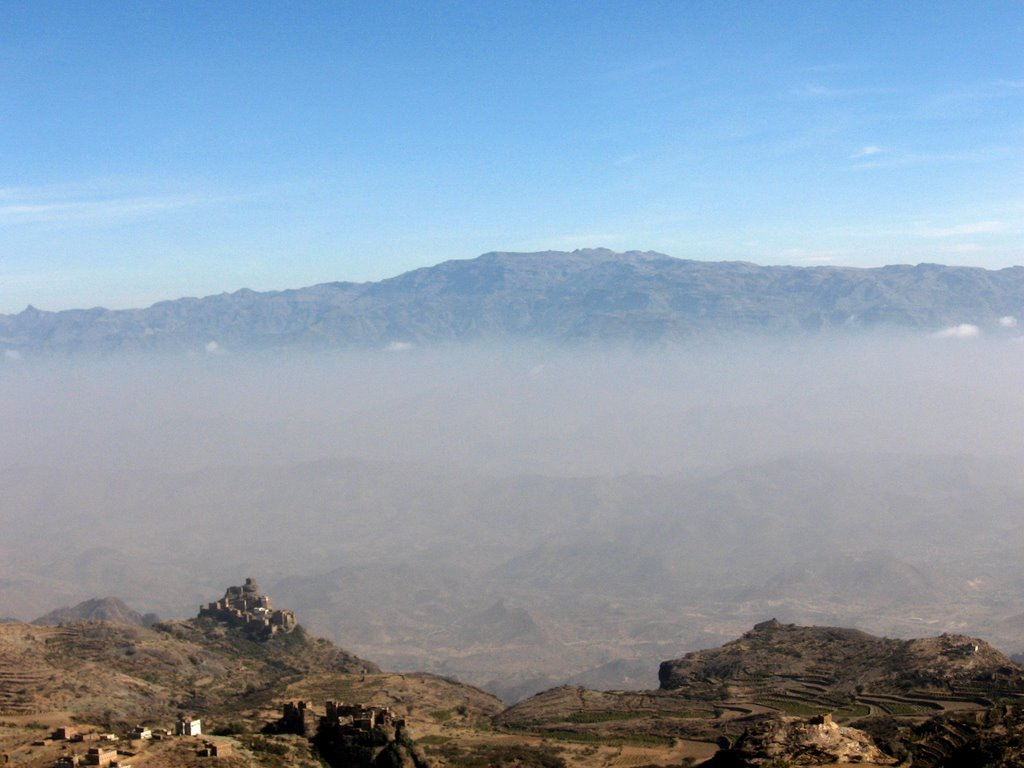
Berget sett på avstånd.

Bergets höjd är 3 666 meter, och den höjden anges på nästan alla nyare kartografiska källor. Trots detta sägs berget vara 3 760 meter. Denna teori stöds dock inte av exempelvis SRTM-data eller andra kartor. Ibland rapporteras det om frost och snö på toppen  av berget.

## Geologi
Berget är en del av den tertiära vulkaniska serien, som utgör en stor del av Jemens högland. Jabal An-Nabi Shu'Aybs bergarter provtogs och analyserades av den tyske mineralogen Dieter R. Fuchs. Han utarbetade en avhandling om bildandet av denna geologiska serie.

## Övrigt
Berget är rankat på plats 62 av jordens berg baserat på deras primärfaktor; detta bestämmer hur mycket bergstoppen sticker ut jämfört med omgivningen. Dess koordinater är 15°16′45"N 43°58′33"Ö.